# 費多里夫卡 (普里阿佐夫西克區)
46°47′17″N 35°47′42″E / 46.78806°N 35.79500°E
費多里夫卡（烏克蘭語：Федорівка）是位於烏克蘭東南部的村莊，由扎波羅熱州梅利托波爾區的新瓦西利夫卡市鎮負責管轄。該村始建於1862年，面積1.3平方公里，海拔高度19米，2001年人口510，人口密度每平方公里392.3人。